# Wolf Harlander
Wolf Harlander (geboren 1958 in Nürnberg) ist ein deutscher Journalist und Schriftsteller.

## Leben
Er studierte Journalistik, Politik und Volkswirtschaft an der Ludwig-Maximilians-Universität München. Nach einem Volontariat bei einer Tageszeitung und der Ausbildung an der Deutschen Journalistenschule arbeitete er für Tageszeitungen, Radio, Fernsehen und als Redakteur der Wirtschaftsmagazine Capital und Wirtschaftswoche. Für seinen ersten Thriller 42 Grad wurde Harlander ausgezeichnet mit dem Stuttgarter Krimipreis und der MIMI 2021, dem Publikumspreis des Deutschen Buchhandels. Er lebt heute als Autor in München.

## Werke
- 42 Grad, Rowohlt Polaris, Hamburg 2020, ISBN 978-3-499-00047-8.
- Systemfehler, Rowohlt Polaris, Hamburg 2021, ISBN 978-3-499-00662-3.
- Schmelzpunkt, Rowohlt Polaris, Hamburg 2022, ISBN 978-3-499-00862-7. (auch als Hörbuch erhältlich)
- Partikel, Rowohlt Polaris, Hamburg 2024, ISBN 978-3-499-01135-1.